# Wald (Appenzell)
Wald es una comuna suiza del cantón de Appenzell Rodas Exteriores, formó parte del extinto distrito Vorderland. Limita al norte con las comunas de Rehetobel y Heiden, al este y sureste con Oberegg (AI), y al suroeste y oeste con Trogen.

## Geografía
La comuna está situada a 1000 metros de altura. El punto más bajo se encuentra a 750 m s. n. m. y el punto más alto a 1128 m s. n. m.